# William Hopper
William DeWolf Hopper, Jr. (Nueva York; 26 de enero de 1915-Palm Springs, California; 6 de marzo de 1970) fue un actor cinematográfico y televisivo estadounidense.

## Biografía
Fue el único hijo del matrimonio formado por el actor DeWolf Hopper (1858-1935) y la actriz y columnista Hedda Hopper (1885-1966).
Su debut en el cine fue de niño en la película muda de su padre realizada en 1916 Sunshine Dad. Sus padres se divorciaron en 1924 y finalmente él y su madre se mudaron a Hollywood, California.
Empezó su carrera de intérprete siendo adolescente, trabajando en teatro de verano en Ogunquit, Maine. Más adelante viajó a Broadway, donde actuó en dos obras teatrales, Order Please y Romeo y Julieta (ambas en 1934).
En 1936 hizo un pequeño papel como fotógrafo en el film The King Steps Out, protagonizado por  Grace Moore y Franchot Tone para Columbia Pictures. En 1937 hizo el papel masculino protagonista en dos películas, Public Wedding, con Jane Wyman, y Over the Goal. 
También fueron significativos sus papeles en The Footloose Heiress (1937) junto a Ann Sheridan y Mystery House (1938). 
Tras todo ello tuvo papeles diversos como el de un sargento en el western La diligencia (1939), con Claire Trevor y John Wayne; un reportero neoyorquino en Knute Rockne, All American (1940), con Pat O'Brien, Gale Page, Ronald Reagan, y Donald Crisp; un reportero e El halcón maltés (1941), con Humphrey Bogart, Mary Astor, Gladys George, Peter Lorre y Sydney Greenstreet; y un reportero en Yankee Doodle Dandy (1942), con James Cagney y Walter Huston. 
Hopper actuó en numerosas películas, gran parte de ellas sin aparecer en los créditos o usando el nombre de DeWolf Hopper en sus primeros años.
En 1940 se casó con la actriz Jane Gilbert (hermana de la más conocida actriz Margaret Lindsay), con la que tuvo una hija, Joan, nacida en 1942. La pareja se divorció en 1959. Poco después se casó con Jeanette J. Hopper.
En 1942 se alistó como submarinista en la Armada de los Estados Unidos, y ganó una Estrella de Bronce por su intervención en el Pacífico durante la Segunda Guerra Mundial. Fue licenciado en 1945, con el término de la guerra, pero eligió no volver a la industria cinematográfica. En vez de ello se dedicó a la venta de automóviles en Hollywood durante ocho años.
Mediada la década de 1950, Hopper retomó su carrera como actor con el papel de Roy en The High and the Mighty (1954), con John Wayne, Claire Trevor, Laraine Day y Robert Stack. Otras interpretaciones incluyen su papel como el padre de Natalie Wood en Rebelde sin causa (1955), con James Dean, el hermano de Robert Mitchum en Track of the Cat (1954), y el coronel Kenneth Penmark en The Bad Seed (1956), con Nancy Kelly y Patty McCormack. Hopper también trabajó en el clásico de ciencia ficción 20 Million Miles to Earth (1957).
Su principal logro como actor fue su papel regular como el detective privado Paul Drake en la serie de TV Perry Mason (1957-1966), con Raymond Burr en el papel de Mason y Barbara Hale como la secretaria Della Street. En 1959 Hopper fue nominado a un Emmy por su papel en la serie.
Entre sus actuaciones como artista invitado figuran apariciones en las series Gunsmoke, Studio 57, The Millionaire, Schlitz Playhouse of Stars, y On Trial.
Durante sus años en Perry Mason hizo dos actuaciones cinematográficas, pero se retiró una vez se canceló la serie en 1966. Únicamente hizo una interpretación como juez en una adaptación de la obra de Gore Vidal Myra Breckinridge (1970), con Mae West, John Huston, Farrah Fawcett, Rex Reed, George Raft, Timothy Dalton y Raquel Welch.
El 14 de febrero de 1970 fue hospitalizado en Palm Springs (California) tras sufrir un ictus en su domicilio de Yucca Valley (California). En el hospital desarrolló una neumonía, y finalmente falleció. Tenía 55 años. Fue enterrado en el cementerio Rose Hills Memorial Park, en Whittier (California).